# 漆包線

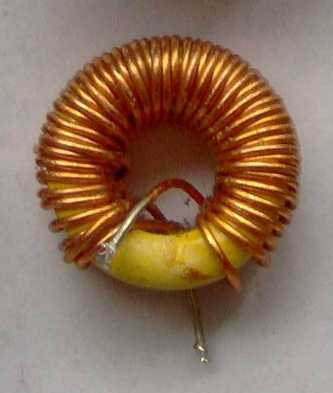
由漆包線繞在環形磁芯上製成的電感器

漆包線是上面塗加薄層絕緣體的銅線或是铝導線。漆包線常製成緊密的線圈，用在变压器、电感元件、电动机、發電機、揚聲器、硬盘讀寫頭致動器、電磁鐵、電吉他拾音器等設備中。
漆包線由完全退火，電解精製的銅製成。有些大型的變壓器或是馬達也會用鋁線作漆包線。漆包線的名稱會讓人認為其外層絕緣層是搪瓷，其絕緣層其實是由硬的聚合物膜所組成。

## 材料
適合用於漆包線的材料是非合金的純金屬，其中最適合的是銅。考慮化學、物理以及力學等特性，銅是最適合用作用於漆包線的材料。
漆包線多半是用完全退火，電解精製的銅製成，在製作線圈時可以製作繞的比較緊的線圈。若是用在高溫應用，或是用氫氣冷卻的馬達或發電機中，會用高純度的無氧銅。
若是大型的變壓器或是馬達應用，有時為了成本考量，會用铝線代替銅線當作漆包線。铝線電導率較低，若要達到相同的直流電阻，铝漆包線的截面積需是銅漆包線的1.6倍。

## 絕緣
漆包線的中文名稱中有漆，英文名稱中有enameled，但其絕緣層不是由瓷漆或搪瓷所組成。現在的漆包線一般會用一到四層的聚合物薄膜絕緣層，一般會有二種不同的成份組成，是堅固、連續的絕緣層。
漆包線的絕緣層會使用（以下的材料是以耐溫昇序進行排序）：聚乙烯醇缩甲醛（Formvar）、聚氨酯、聚酰胺、聚酯、聚酯-聚酰亚胺、聚酰胺-聚酰亚胺（amide-imide）及聚酰亚胺。絕緣層為聚酰亚胺的漆包線，工作溫度可以到250 °C（482 °F）。較粗的方形或是長方形截面漆包線一般會用高溫聚醯亞胺或玻璃纖維帶纏繞方式進行絕緣，而且繞組會用絕緣的清漆（凡立水）進行真空含浸（vacuum impregnated），以提昇絕緣強度，並且提高繞組的長期可靠度。
沒有磁芯的自持式線圈至少會用兩層的塗層，最外面一層會用熱塑性材料，在加熱時會將線圈包裹的更緊。
其他的絕緣材料有像是用外層有凡立水的玻璃纖維、芳香聚酰胺紙、牛皮纸、云母以及聚酯薄膜，這些絕緣材料也用在許多不同的應用（像是變壓器和電抗器）。
音響器材中有時會用銀線製作的漆包線。也可以看到其他種類的絕緣材料，像是棉（有時會加上凝固劑或增稠劑，例如蜂蜡）以及聚四氟乙烯。較早期的絕緣材料包括棉、紙和絲，但這些只適用於105度以下的較低溫應用中。
為了製造方便，有些較低溫應用的漆包線其絕緣材料是可以用软钎焊加熱去除。因此要焊接漆包線末端導線時就不用先去除絕緣材料了，不過其缺點是這種漆包線會因為在高溫下絕緣材料熔化而短路。雷射剝線可以去除漆包線末端的絕緣材料，提昇電導率。

### 截面
較小直徑的漆包線其截面是圓形的。粗的漆包線其截面會是（有圓角的）正方形、長方形或是六邊形，在繞線時更有效率，其結構強度以及和鄰近導線的熱傳導也會比較好。

## 分類
漆包線和其他電線一樣，以其直徑（AWG、SWG或毫米）或截面積（平方毫米）、溫度等級和絕緣等級來分類。

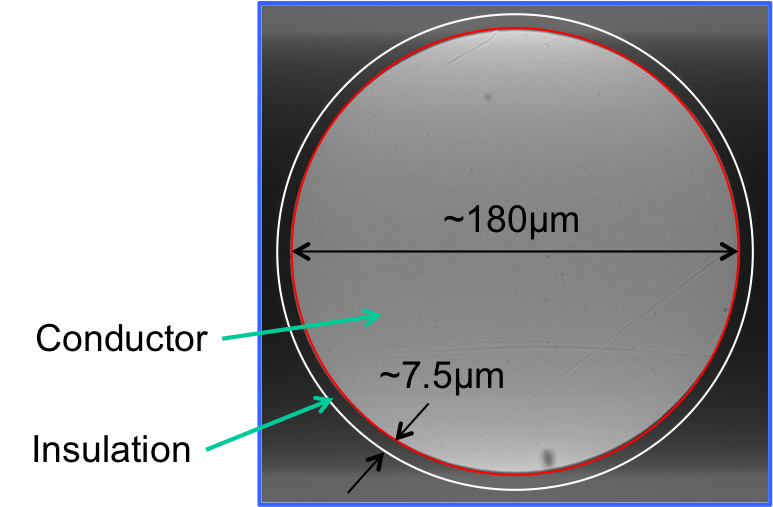
AWG33漆包線的截面，利用掃描式電子顯微鏡所得到的資料

其擊穿電壓和絕緣層的厚度有關，可以分為1級（Grade 1）、2級（Grade 2）和3級（Grade 3）。級數越高，絕緣層越厚，因此電擊穿電壓較高。
絕緣層的溫度等級代表漆包線在該溫度下，使用壽命可以到二萬小時。若溫度越低，使用壽命越長（每降10 °C，使用壽命會加倍）。常見的溫度等級有105 °C（221 °F）、130 °C（266 °F）、155 °C（311 °F）、180 °C（356 °F）和220 °C（428 °F）。

## 電流密度
實務上的最大電流密度從對空氣隔熱漆包線的2.5 A/mm2，到流動空氣中漆包線的6 A/mm2。若漆包線上的電流是高頻電流（頻率超過10 kHz）集膚效應會改變電流分佈，使電流集中在導線的表面。
若有對漆包線進行主動冷卻（例如吹風或是水冷），其電流密度可以再提昇，可達到的電流密度和其冷卻效果成比例。
鋁漆包線若要和銅漆包線有相同的直流電阻值，需要有1.6倍的截面積。因此，銅漆包線可以提昇電器（例如馬達）中的電效率。

## 應用
漆包線會用在許多設備的線圈，像是电动机、变压器、电感元件、 发电机、耳機、揚聲器線圈、硬碟讀寫頭、電磁鐵等設備中。

### 電動機

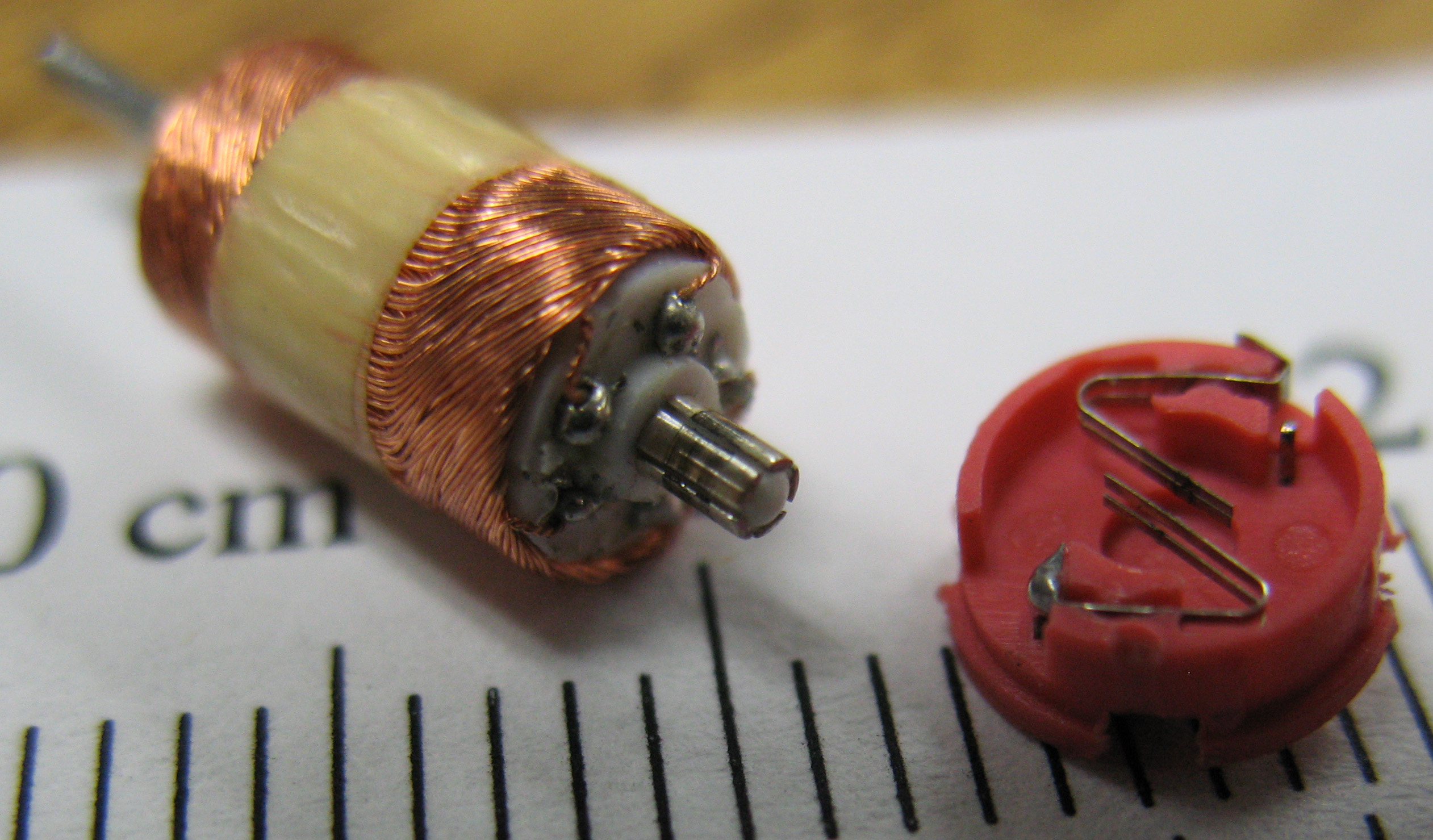
小型電動機內的銅線繞組

电动机將電能轉換為機械運動，一般是透過磁場和載流導體之間的交互作用。在許多的應用中都會用到电动机，例如風扇、泵、家電、動力機械以及硬碟等。大型電動機的額定功率會到上千kW，可以用在船舶的推進器中。最小型的電動機是電子指針式手表內，推動指針前進的電動機。
許多電動機中有產生磁場的線圈。針對固定的電動機大小，使用高導電率的材料可以減少因為導線電阻產生的熱（銅損）。若導體的電導率較差，在能量轉換時會產生較多的廢熱。
銅的電導率很高，除了用在電動機繞組漆包線上，也用在其集電環、電刷上。銅的電導率可以提昇電動機的電效率。為了降低馬達功率損失，在1馬力以上連續使用的感應電動機，廠商都會使用銅作為導電材料。在小功率，非連續使用的馬達可能會用鋁作為導電材料。
超高效率電動機的設計元素之一就是要減少因為導線電阻所產生的熱。若要提昇感應電動機的電效率，增加銅漆包線的截面積可以減少銅損。高效率電動機使用的銅比其同功率的標準品多了20%的銅。
早期在電動機效率上的發展集中在增加定子繞組重量，減少繞組電阻，以減少銅損。在電動機的能量損失中，電能損失佔了超過一半，而銅損佔了電能損失的2/3，因此此作法合理。
不過這種提昇效率的方式也有缺點，會增加電動機的體積以及重量，這缺點對家電以及車輛的影響很大。

### 變壓器

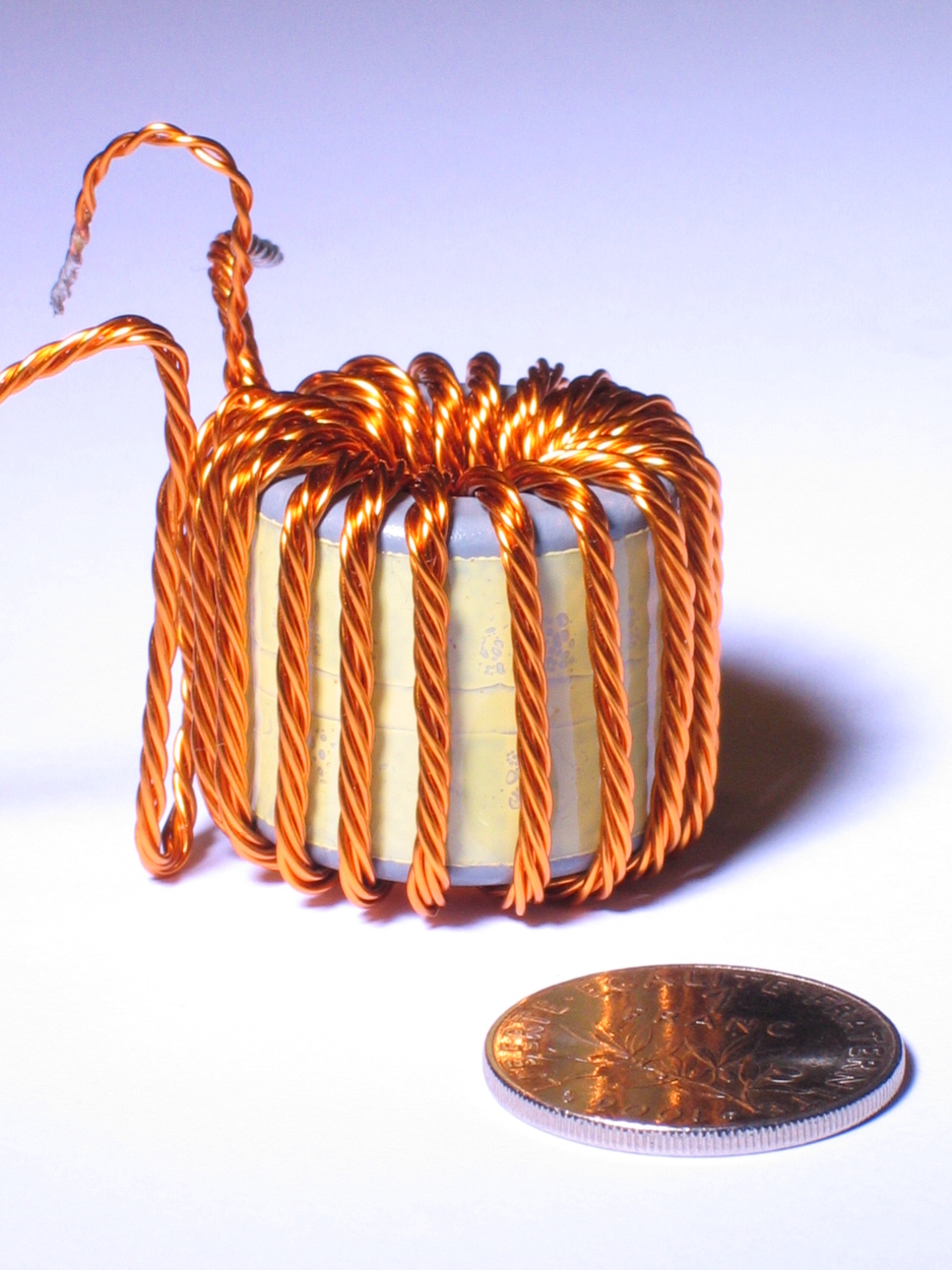
有些高頻的變壓器會用銅的利茲線來減少集膚效應

变压器是透過繞組，將電能從一個電路轉換到另一個電路的設計。變壓器繞組需要的特性和電動機繞組相近，只是變壓器要考慮的機械振動較小，也不需考慮離心力的影響。
變壓器的繞組一般會用銅作為材料，不過若價格和重量是決定因素時，也可能會改用鋁。
在北美，大於15 kVA的乾式低壓變壓器裡，鋁是首先考慮的繞線材料。在其他國家，變壓器的首選繞線材料是銅。購買決策通常是以每千瓦下的貨幣損失估值來表示。
小型變壓器繞組用的銅會是銅線，大型變壓器則會用銅條。小型設備的繞線需有一定強度，在繞繞線時不會斷裂，但也要有一定的可撓性，讓繞線可以夠緊實。銅條的表面品質需夠好，使絕緣材料不會在通電運作時破損。因為銅條要成型，繞成繞組，需要有好的延展性，但為了考慮可以承受偶發的短路條件，仍需要有一定強度，可以承受該情形下的電應力以及機械應力。變壓器內的銅線和現代使用的所有絕緣材料都相容，包括漆以及搪瓷。漆可以讓繞組之間的間較密，提高繞組的效率。
在工程上選用銅作為變壓器繞線材料的主要原因是空間考量。銅導線變壓器的體積可以比鋁導線變壓器要小。若變壓器要有相同的額定功率，鋁導線的截面積會比銅導線大60%。不過鋁導線的截面積較大，因此其繞線強度也和相同功率銅導線的相當。
連接性也是銅繞線變壓器的另一個優點，鋁的表面會形成氧化鋁，讓焊接以及其他電氣連接不易進行。需要先清潔刷洗表面，避免受到氧化物的影響，也需要避免接點的氧化。這些在銅繞線變壓器上都不需要。

### 發電機
現代發電機的趨勢是在field bar和漆包線的材料上用無氧銅取代以往使用的脫氧銅（deoxidized copper），可以在更高的溫度下運作，也可以有更高的電導率。